# Oberes Schloss Küps (Schemenau)

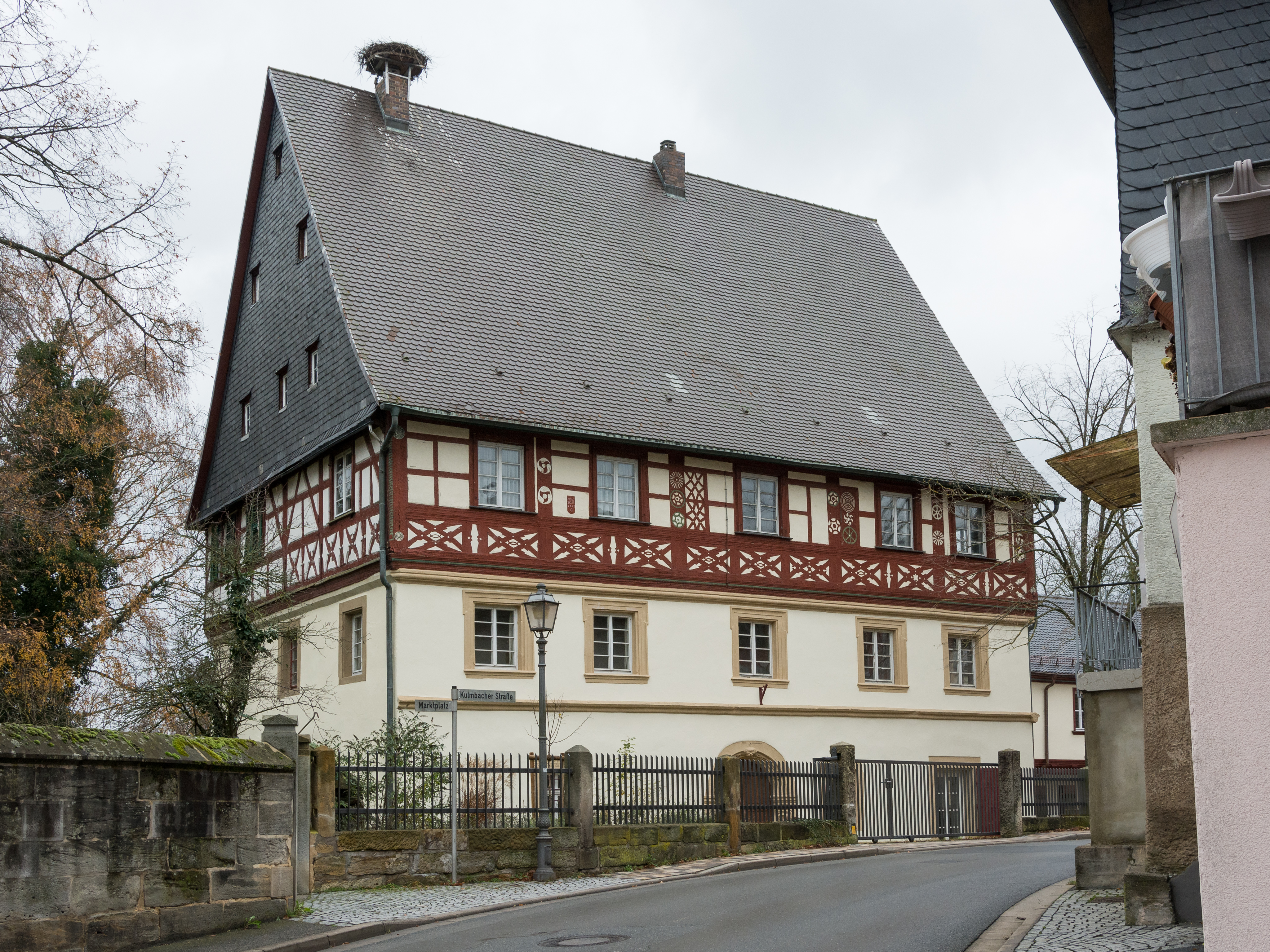
Oberes Schloss (Haus Schemenau) in Küps

Als Oberes Schloss oder auch Haus Schemenau wird einer von drei bestehenden ehemaligen Adelssitzen in der Ortslage des Marktes Küps im oberfränkischen Landkreis Kronach in Bayern bezeichnet. Es ist zusammen mit dem zugehörigen Nebengebäude als Baudenkmal in die Bayerische Denkmalliste eingetragen.

## Geographische Lage
Der kleine Markt Küps liegt mitten in der ausgedehnten Tallandschaft der mittleren Rodach. Als Gründer der Siedlung auf dem Berghang am linken Rodachufer gelten von Osten eingewanderte Slawen. Vorgeschichtliche Funde weisen auch auf eine frühere Besiedlung der Gegend durch Kelten hin. Die günstige Lage des Ortes an der Rodach, die im Mittelalter als Transportweg diente, begründete die Anlage von vier Adelssitzen.:141
1151 entstanden die Anfänge des Alten oder Mittleren Schlosses, um 1400 die ersten Bauten des Neuen oder Hinteren Schlosses, vor 1521 kam ein befestigter Hof (Hofgut Melanger) dazu und vor 1540 wurde das Obere Schloss in der Kulmbacher Straße auf dem höchsten Punkt des Ortes neben der Nordseite der evangelisch-lutherischen Pfarrkirche St. Jakob errichtet.:141–143
Während das Hofgut Melanger 1668 bereits als abgegangen bezeichnet wurde, bestehen die drei anderen Adelssitze in Ortslage noch.:141 Sechs weitere Schlösser entstanden vom 13. bis 18. Jahrhundert in der unmittelbaren Umgebung von Küps: in Oberlangenstadt, Hain, Schmölz, Theisenort, das Wasserschloss Tüschnitz sowie die Alte Kemenate in Nagel. Alle liegen oder lagen im Gebiet des Marktes Küps.

## Geschichte

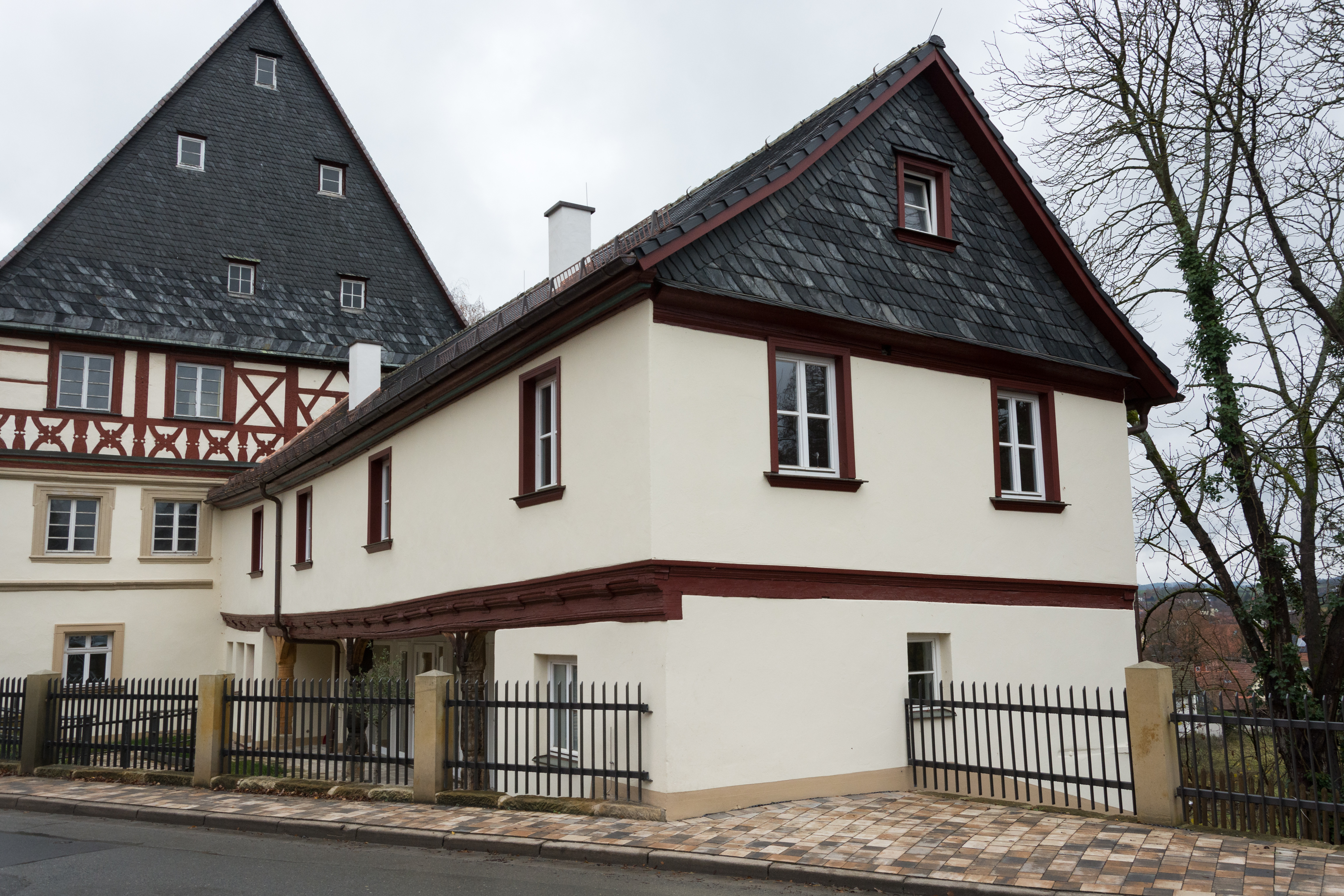
Nebengebäude

Der ehemals freieigene Ansitz der Freiherrn von Redwitz-Küps entstand in seiner heutigen Erscheinung zu Anfang des 17. Jahrhunderts unter Beteiligung des Kronacher Steinmetzes Thomas Eullenschmit. Der vor 1500 errichtete Vorgängerbau wurde im Bauernkrieg um 1525 weitgehend zerstört und wahrscheinlich vom Bamberger Fürstbischof Weigand von Redwitz um 1540 wieder bescheiden aufgebaut und als Sommersitz genutzt. 1612 wurde das Gebäude um das obere Fachwerkgeschoss und das steile Satteldach, das Georg Zigler errichtete, erweitert.:143
1721 ergänzte man das Anwesen um ein Nebengebäude. Bei Sanierungsarbeiten im Jahr 2020 wurde festgestellt, dass dieses Gebäude auf den Fundamenten eines Vorgängerbaus aus dem 15. Jahrhundert errichtet worden war.
Als die Freiherren von Redwitz begannen, ihre Küpser Besitzungen mit Ausnahme des Neuen Schlosses zu veräußern, befand sich das Obere Schloss ab 1811 zunächst im Besitz der Getreidegroßhandlung Rosenbaum & Söhne. 1886 erwarb der aus Bargen stammende Heinrich Schemenau das Anwesen für die Korbwarenmanufaktur Gagel & Schemenau. Seitdem wird es auch als „Haus Schemenau“ bezeichnet. Schemenau ließ die heruntergekommenen Gebäude in den Jahren 1912/1913 renovieren; dabei wurde unter anderem das lange Zeit von Putz und Verschieferung verdeckte Fachwerk wieder freigelegt. Eine weitere Restaurierung erfolgte 1936.:143
Während des Zweiten Weltkriegs wurde das Dach des Oberen Schlosses bei der Einnahme des Marktes Küps durch amerikanische Truppen im April 1945 schwer beschädigt. Nach Ende des Krieges dienten das Haupt- und das Nebengebäude zeitweise als Unterkünfte für Heimatvertriebene.
Nach dem Tod des letzten Eigentümers aus der Familie Schemenau im Jahr 2012 verkauften dessen Erben das sanierungsbedürftige Anwesen 2018. Die neue Eigentümerin vereinbarte mit der Gemeinde Küps ein 30-jähriges Nutzungsrecht für die museale Nutzung des Nebengebäudes. Im Gegenzug beteiligte sich die Gemeinde an den Kosten der Sanierung, die im Oktober 2022 abgeschlossen wurde. Für die Arbeiten am Nebengebäude und die Renovierung der Fassaden der beiden Gebäude mussten Mittel in Höhe von 1,8 Millionen Euro aufgewendet werden, die zum Großteil aus verschiedenen Förderprogrammen des Freistaats Bayern stammten.

## Bau

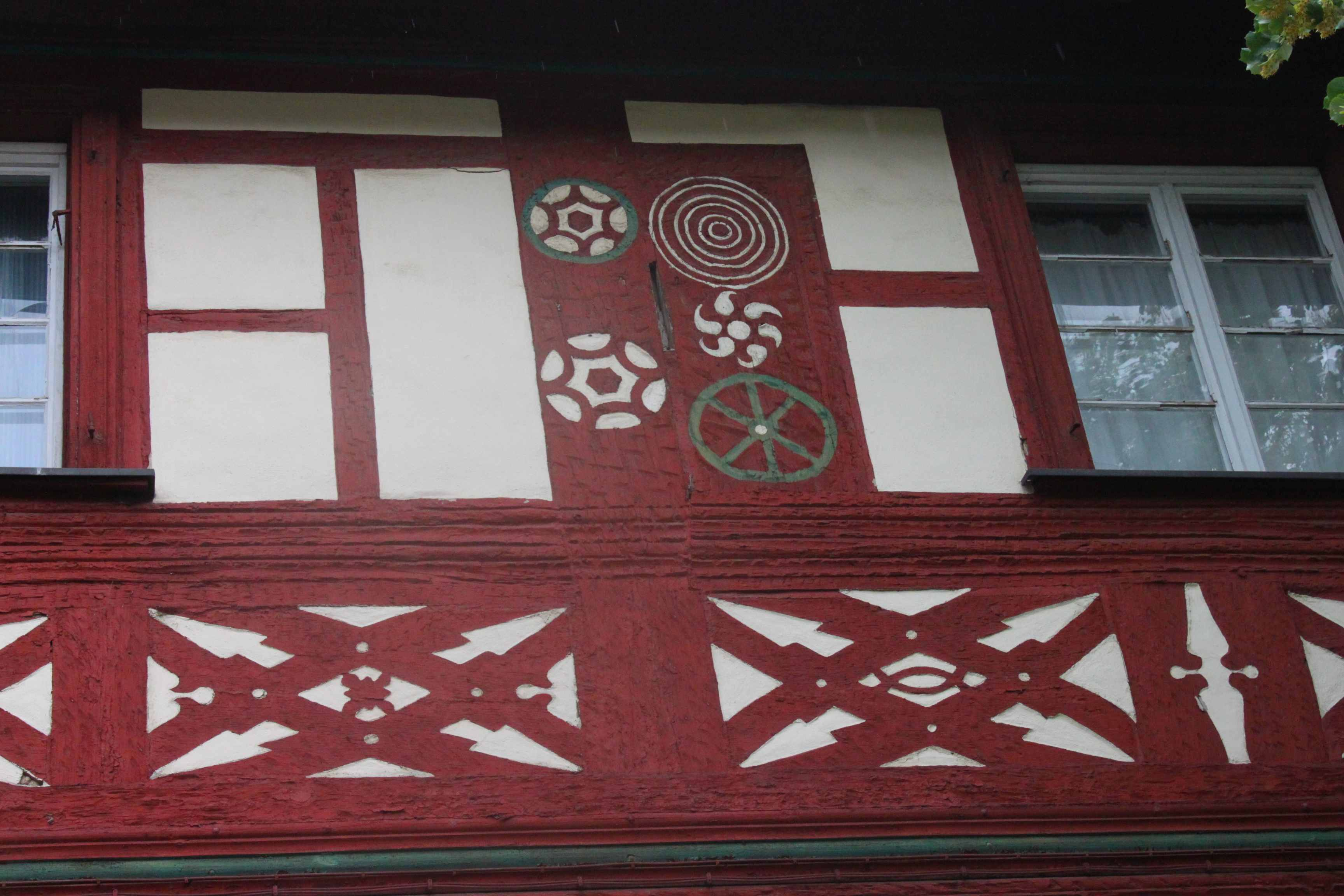
Zierfachwerk

Der Satteldachbau mit dem steinernen Unter- und den zwei Fachwerkobergeschossen weist an der Ostseite ein hübsches, rundbogiges Sitznischenportal als Haupteingang auf. Geschmückt ist die profilierte Türeinfassung mit Rosetten und einer Löwenmaske, über der sich der Steinmetz Thomas Eullenschmit mit Zeichen und Namen verewigt hat. Im Unterteil befinden sich über Eck gestellte Sitznischen mit Muschelabschlüssen.:143
Das reiche Zierfachwerk weist Ständer mit Kerbschnitzereien und geschwungenen Andreaskreuzen auf. Das Giebeldreieck ist verschiefert. Innen ruht die Decke des Vorraums auf Holzpfeilern, während der südliche Erdgeschossteil von einem Tonnengewölbe bedeckt ist.:143